# Nanak
Nanak (pendż. ਗੁਰੂ ਨਾਨਕ; hindi गुरु नानक; urdu گرونانک; ur. 15 kwietnia 1469 w Talwandi, zm. 22 września 1539 w Kartarpurze) – indyjski reformator religijny, założyciel i pierwszy guru sikhizmu.

## Życiorys
Urodził się w wiosce Talwandi (obecnie: Nankana Sahib), w pobliżu Lahaur na terenie obecnego Pakistanu w rodzinie kupieckiej wyznającej hinduizm, na styku islamu i hinduizmu opartego na bhakti. Od dziecka interesował się kwestią Boga i religiami. Prawdopodobnie na krótko przyjął islam, jednak w wieku 28 lat miał w trakcie medytacji w rzece doznać objawienia Boga. Wówczas zrozumiał, że Bóg nie odpowiada ani koncepcji islamskiej, ani hinduistycznej. W rzece spędził 3 dni – według sikhów został wówczas zabrany do nieba, gdzie był pojony boską amrytą.
Według Nanaka Boga można czcić jedynie w sercu, nie zaś liturgią, którą właśnie pod wpływem założyciela, pierwotny sikhizm odrzucił. Był przeciwny sztywnemu dogmatyzowaniu nowej wiary, którą zresztą uważał za kontynuację islamu i hinduizmu, które zafałszowały pierwotną czystą religię. Odrzucił też system kastowy i zasadę sati. Ogólnie jego system był w sporej części połączeniem islamu (jeden Bóg i egalitaryzm) z hinduizmem (reinkarnacja i odrzucony później wegetarianizm). Przed śmiercią zdążył zorganizować dość liczną grupę wyznawców.
Najstarszy syn Nanaka, Śri Ćhand, był założycielem tradycji sadhu o nazwie udasi, która z czasem została odłączona od religii sikhijskiej, stała się jedną ze współczesnych tradycji ascetycznych hinduizmu.
| Imię              | Data urodzenia   | Wybór na Guru       | Śmierć              |
| ----------------- | ---------------- | ------------------- | ------------------- |
| Nanak             | 15 kwietnia 1469 | 20 sierpnia 1507    | 22 września 1539    |
| Guru Lehna Agad   | 31 marca 1504    | 7 września 1539     | 29 marca 1552       |
| Guru Amar Das     | 5 maja 1479      | 26 marca 1522       | 1 września 1574     |
| Guru Ram Das      | 24 września 1534 | 1 września 1574     | 1 września 1581     |
| Guru Ardżan       | 15 kwietnia 1563 | 1 września 1581     | 30 maja 1606        |
| Guru Hargobind    | 19 czerwca 1595  | 25 maja 1606        | 28 lutego 1644      |
| Guru Har Rai      | 16 stycznia 1630 | 3 marca 1644        | 6 października 1661 |
| Guru Har Krishan  | 7 lipca 1656     | 6 października 1661 | 30 marca 1664       |
| Guru Tegh Bahadur | 1 kwietnia 1621  | 20 marca 1665       | 11 listopada 1675   |
| Guru Gobind Singh | 22 grudnia 1666  | 11 listopada 1675   | 7 października 1708 |
| Guru Granth Sahib |                  | 7 października 1708 |                     |